# Tajemnica lorda Listerdale’a
Tajemnica lorda Listerdale’a (ang. The Listerdale Mystery) – zbiór opowiadań Agathy Christie wydany w 1934 roku.
Wszystkie utwory ukazały się oddzielnie na łamach brytyjskich czasopism w latach 1924-29.

## Opowiadania
- Tajemnica lorda Listerdale’a (tytuł oryginału: The Listerdale Mystery)
- Domek Pod Słowikami (Philomel Cottage)
- Dziewczyna z pociągu (The Girl in the Train)
- Piosenka za sześć pensów (Sing a Song of Sixpence)
- Metamorfoza Edwarda Robinsona (The Manhood of Edward Robinson)
- Wypadek (Accident)
- Jane szuka pracy (Jane in Search of a Job)
- Owocna niedziela (A Fruitful Sunday)
- Przygoda pana Eastwooda (Mr Eastwood's Adventure)
- Złoty róg (The Golden Ball)
- Szmaragd radży (The Rajah's Emerald)
- Łabędzi śpiew (Swan Song)

Opowiadania łączy wątek niespodziewanych wydarzeń wkraczających w życie zwykłych ludzi. Znienacka zostają uwikłani w szpiegowskie afery, zuchwałe kradzieże i rozgrywki towarzyskie najwyższego szczebla.

## Fabuła
Tajemnica lorda Listerdale’a – Pani St. Vincent, przedstawicielka zubożałej szlachty, poszukuje taniego mieszkania; w trosce o pozycję towarzyską córki Barbary oczekuje jednak czegoś z klasą. Odpowiada na oryginalne ogłoszenie w prasie i wynajmuje uroczy domek za symboliczny czynsz. Podejrzanie niskie koszty utrzymania oraz niejasne fakty dotyczące zniknięcia właściciela domku - lorda Listerdale’a - szybko wzbudzają zaniepokojenie u nowych lokatorów.
Domek Pod Słowikami – Alix Martin wraz ze świeżo poślubionym małżonkiem Geraldem, rozpoczyna nowe życie w domku „Pod Słowikami”. Szczęśliwe chwile zakłócają jej jedynie koszmarne sny o zemście byłego narzeczonego - Dicka Windyforda. Nadchodzi dzień, gdy wizyta ogrodnika i znaleziony w trawie notes stają się dla Alix początkiem koszmaru.
Dziewczyna z pociągu – George Rowland wyrusza pociągiem w nieznane, w poszukiwaniu pracy i lepszego losu. W trakcie podróży ukrywa w swoim przedziale wystraszoną dziewczynę, ściganą przez groźnego obcokrajowca. Zachwycony jej urodą George wyraża chęć pomocy, w zamian za co otrzymuje na przechowanie zapieczętowaną paczuszkę. Dziewczyna znika, zlecając mu wcześniej śledzenie tajemniczego osobnika z sąsiedniego przedziału.
Piosenka za sześć pensów – Sir Edward Palliser dostaje od dawnej przyjaciółki Magdaleny Vaughan zlecenie wytropienia zabójcy jej ciotki, panny Crabtree. Morderstwo zostało dokonane przez któregoś z domowników, żyjących na całkowitym utrzymaniu pani domu. Motyw zbrodni staje się jasny w obliczu odczytania testamentu bogatej krewnej.
Metamorfoza Edwarda Robinsona – Edward Robinson, w tajemnicy przed swą zasadniczą i nudną narzeczoną Maud, kupuje luksusowy samochód. Korzystając ze świątecznego urlopu wybiera się na przejażdżkę poza Londyn. W drodze powrotnej, na jednym z postojów niespodziewanie odkrywa w swoim samochodzie diamentową kolię.
Wypadek – Emerytowany inspektor Evans identyfikuje sąsiadkę swego przyjaciela, kapitana Haydocka, jako panią Antony. Kobieta ta była oskarżona kilka lat wcześniej o otrucie męża, lecz została uniewinniona w procesie sądowym. Chcąc mieć pewność co do tożsamości, inspektor wystawia obecną panią Merrowdene na próbę.
Jane szuka pracy – Jane Cleveland w trakcie poszukiwania pracy znajduje oryginalne ogłoszenie, warunki którego idealnie spełnia. Przyszły pracodawca oczekuje bowiem nie konkretnego doświadczenia czy specjalistycznych umiejętności, lecz. określonego wyglądu. Po pokonaniu wielu innych kandydatek Jane zostaje zatrudniona, a jej pozornie łatwa praca szybko zamienia się w pełną niebezpieczeństw przygodę.
Owocna niedziela – Dorothy Pratt i Edward Palgrove wyjeżdżają na weekendowy piknik. Przy mało uczęszczanej drodze kupują koszyk wiśni od przydrożnego sprzedawcy. W trakcie konsumpcji okazuje się, że koszyk kryje w sobie niecodzienną zawartość. Decyzja, co zrobić z olśniewającym znaleziskiem jest bardzo trudna.
Przygoda pana Eastwooda – Wzięty pisarz kryminałów Anthony Eastwood poszukuje pomysłu do swej następnej książki. Pracę niespodziewanie przerywa mu telefon tajemniczej Carmen, rozpaczliwie wzywającej go do sklepu ze starym szkłem. Anthony udaje się pod wskazany adres, za całą wiedzę mając jedynie hasło, podane przez dzwoniącą kobietę.
Złoty róg – George Dundas, zwolniony z pracy za niesubordynację, korzysta z okazji przejażdżki ze słynną Mary Montresor. Niespodziewanie dziewczyna składa mu propozycję małżeństwa i rzuca pomysł kupna wspólnego domu. Wybór uroczego i staroświeckiego domku poza miastem ściąga na nich poważne kłopoty.
Szmaragd radży – Przebywający na urlopie w Kimpton-on-Sea James Bond stara się wpasować w arystokratyczne towarzystwo swej przyjaciółki Grace. Ze względów finansowych mieszka w innym niż ona hotelu, będąc skazanym na różnego rodzaju niedogodności, także towarzyskie. Musi obserwować zaloty Claude'a Sopwortha w stosunku do Grace. W Kimpton-on-Sea przebywa radża Maraputny, posiadający kolekcję kamieni szlachetnych, wśród których znajduje się szmaragd wielkości gołębiego jaja. Pewnego dnia przez przypadek James znajduje ów szmaragd, co nieoczekiwanie przynosi mu spore korzyści.
Łabędzi śpiew – Słynna śpiewaczka operowa Paula Nazorkoff w światowej podróży ze swym najlepszym repertuarem trafia do Anglii. Gości na prywatnym przyjęciu u lady Rustonbury, na jej wyraźne życzenie. Występ gwiazdy w Rustonbury Castle staje się nagle zagrożony, w obliczu dziwnej i niespodziewanej choroby jednego z członków ekipy.